# Holopneustes inflatus
Espèce
Synonymes
- Amblypneustes inflatus A. Agassiz, 1872[2] [3]

Holopneustes inflatus est une espèce d'oursins (échinodermes) de la famille des Temnopleuridae, que l'on trouve en Australie et en Nouvelle-Zélande.

## Description et caractéristiques
Ce sont des oursins réguliers, de forme sphérique (parfois même plus hauts que larges), avec la bouche située au centre de la face inférieure (« face orale ») et l'anus à l'opposé (face dite « aborale »), au sein de l'« appareil apical » situé au sommet de la coquille (appelée « test »).
Les piquants sont de couleur claire uniforme, d'un blanc plus ou moins pur tirant parfois sur le violet. Le disque adhésif des podia est plus ou moins jaune. 
L'espèce H. purpurascens est extrêmement proche de H. inflatus, et parfois confondue, cependant son test comme ses radioles sont plus massifs. Par rapport à H. porosissimus, les bandes ambulacraires de H. inflatus sont plus larges. 
Ce genre est extrêmement proche du genre voisin Amblypneustes, mais il s'en distingue par le fait qu'il porte un tubercule primaire sur chaque plaque ambulacraire. L'espèce H. inflatus est parfois nommée A. inflatus. 

## Habitat et répartition
On trouve cette espèce dans le sud-est de l'Australie et en Tasmanie. Elle affectionne les milieux riches en grosses algues, notamment les forêts de kelp. 